# El Fort
El Fort era un edifici avui desaparegut, al terme municipal de Reus, al Baix Camp. No en queda res. Estava situat arran de la carretera de Tarragona, al seu cantó sud, dalt d'un serret, a l'est del qual s'entra al terme de La Canonja.

## Història
Era una de les fortificacions construïdes per a protegir el trànsit per la Carretera Amàlia, que portava a Tarragona, i sobretot per a protegir l'accés al port d'aquella ciutat durant la Primera guerra carlina (1833-1840). El nom s'usa també per a designar una partida de terra amb garrofers i molt pedregosa, propietat dels veïns de La Canonja pels voltants d'allà on hi havia hagut el Fort.
Andreu de Bofarull explica que davant de les incursions que les partides carlines feien per tot el Camp de Tarragona, va quedar interromput el comerç, i es va equipar un cos de cavalleria de 25 genets armats i uniformats, que recorrien la carretera en les dues direccions. A més es van construir diverses torres i talaies on hi havia guarnicions permanents.